# Куатро-Сьенегас
Куатро-Сьенегас (исп. Cuatro Ciénegas) — муниципалитет в Мексике, штат Коауила, с административным центром в городе Куатро-Сьенегас-де-Карранса. Численность населения, по данным переписи 2020 года, составила 12 715 человек.

## Общие сведения
Название Cuatro Ciénegas с испанского языка можно перевести как четыре болота, между которых был основан административный центр муниципалитета.
Площадь муниципалитета равна 10672 км², что составляет 7,04 % от общей площади штата, а наивысшая точка — 1689 метров, расположена в поселении Аустралия.
Он граничит с другими муниципалитетами штата Коауила: на севере с Окампо и Ламадридом, на востоке с Сакраменто и Кастаньосом, на юге с Рамос-Ариспе, Паррасом и Сан-Педро, на западе с Франсиско-Мадеро и Сьерра-Мохада.

## Учреждение и состав
Муниципалитет был образован в 1827 году, в его состав входит 94 населённых пункта, самые крупные из которых:
| Код INEGI                  | Населённый пункт | Численность населения (2005 год) | Численность населения (2010 год) | Численность населения (2020 год) |
| -------------------------- | --- | -------------------------------- | -------------------------------- | -------------------------------- |
| 007                        | Всего | 12220                            | 13013                            | 12715                            |
| 0001                       | Куатро-Сьенегас-де-Карранса (исп. Cuatro Ciénegas de Carranza) 26°59′13″ с. ш. 102°04′02″ з. д. (административный центр) | 9545                             | 10309                            | 10395                            |
| 0093                       | Санта-Тереса-де-София (исп. Santa Teresa de Sofía) 26°37′03″ с. ш. 102°15′56″ з. д.                                      | 287                              | 328                              | 327                              |
| 0175                       | Эстанке-де-Леон (исп. Estanque de León) 26°05′58″ с. ш. 102°12′22″ з. д.                                                 | 225                              | 232                              | 234                              |
| 0010                       | Эстанке-де-Норьяс (исп. Estanque de Norias) 26°29′58″ с. ш. 101°36′38″ з. д.                                             | 204                              | 188                              | 215                              |
| 0021                       | Танке-Нуэво (исп. Tanque Nuevo (El Cinco)) 26°37′45″ с. ш. 102°12′18″ з. д.                                              | 211                              | 228                              | 194                              |
| 0014                       | Эль-Венадо (исп. El Venado) 26°49′30″ с. ш. 101°55′03″ з. д.                                                             | 224                              | 208                              | 164                              |
| 0022                       | Ла-Вега (исп. La Vega) 26°51′54″ с. ш. 101°53′23″ з. д.                                                                  | 161                              | 154                              | 154                              |
| —                          | Прочие | 1363                             | 1366                             | 1032                             |
| Названия на карте Генштаба | |                                  |                                  |                                  |

## Экономика
По статистическим данным 2000 года, работоспособное население занято по секторам экономики в следующих пропорциях:
- сельское хозяйство и скотоводство — 22,1 %;
- производство и строительство — 33,9 %;
- торговля, сферы услуг и туризма — 41,8 %;
- безработные — 2,2 %.

## Инфраструктура
По статистическим данным 2010 года, инфраструктура развита следующим образом:
- электрификация: 95,2 %;
- водоснабжение: 91,3 %;
- водоотведение: 77,1 %.